# Архимандрит Епифаније (Богосављевић)
Епифаније (световно Зоран Богосављевић; Сараново, код Раче, 7. децембар 1898 — Манастир Тресије, 11. јул 1972) био је православни архимандрит и старешина Манастира Тресије.

## Биографија
Архимандрит Епифаније (Богосављевић) рођен је 7. децембара 1898. године у селу Сараново, код Раче од побожних и честитих родитеља.
У Манастир Ралетинац долази 1932. године где проводи три године искушеништва а потом у Манастиру Благовештењу Рудничкому, код Страгара бива замонашен 1938. године, добивши монашко име Епифаније.
Рукоположен је за јерођакона а потом за јеромонаха 1947. године у Манастиру Благовештењу Рудничкому од стране епископа шумадијскога Валеријана Стефановића.
У Манастир Тресије, код Сопота долази 1950. године произведен је у чин игумана манастира 1951. године од стране епископа шумадијскога Валеријана. Под његовом управом се увећава братство, приводе крају радови на обнови манастирских здања и иста освештавају 1961. године.
Упокојио се 11. јула 1972. године у Манастиру Тресије, сахрањен је на манастирском гробљу.